# Edward Mróz
Edward Tadeusz Mróz (ur. 9 grudnia 1898 w Maniowie, dawny powiat Dąbrowa Tarnowska, zm. 21 grudnia 1988 w Olsztynie), lekarz polski, pediatra i anatomopatolog.
Urodzony w rodzinie nauczycielskiej, był synem Jakuba. W 1917 ukończył z wyróżnieniem Gimnazjum Klasyczne im. Jana Długosza w Nowym Sączu i rozpoczął studia na Wydziale Lekarskim Uniwersytetu Jagiellońskiego. Naukę przerwał ze względu na wojnę; należał do Batalionu Akademickiego, w 1918 brał udział w akcji rozbrajania Niemców i Austriaków. Później w szeregach armii generała Józefa Hallera uczestniczył w zajmowaniu Pomorza, a w czasie wojny z Rosjanami służył w 13. dywizjonie artylerii jako podchorąży-podlekarz. Na dworcu wiedeńskim w Warszawie pełnił służbę sanitarno-wojskową.
Po stabilizacji sytuacji w kraju powrócił na studia, uzyskując w 1925 na Uniwersytecie Jagiellońskim dyplom lekarza. Przez pewien czas był starszym asystentem prof. Stanisława Ciechanowskiego w Zakładzie Anatomii Patologicznej oraz asystentem prof. Ksawerego Lewkowicza w Klinice Pediatrycznej UJ, uzyskując wiedzę specjalistyczną. W latach 30. pracował jako naczelny lekarz w kilku ubezpieczalniach społecznych - w Nowym Sączu, Złoczowie, Tarnowie, Chrzanowie.
Po II wojnie światowej został skierowany do pracy na Dolnym Śląsku. 8 maja 1945 przybył do Nysy, gdzie niebawem doprowadził do uruchomienia szpitala, sanitariatu miejskiego, kolejowej służby zdrowia, ubezpieczalni społecznej i kilku poradni. Zaangażował się także w życie publiczne jako radny Powiatowej Rady Narodowej oraz współzałożyciel lokalnego Stronnictwa Demokratycznego. Pod koniec 1949 Ministerstwo Zdrowia powierzyło mu nowe zadanie - organizację pediatrycznej służby zdrowia w województwie olsztyńskim. W 1950 Mróz przybył do Olsztyna, gdzie został dyrektorem Wojewódzkiej Centralnej Poradni Ochrony Macierzyństwa i Zdrowia Dziecka oraz kierownikiem Działu Lecznictwa Dyrekcji Okręgowej Kolei Państwowych. Uruchomił zespół poradni dziecięcych w Olsztynie (ul. Mickiewicza 1), a także oddziały pediatryczne w szpitalach powiatowych (Mrągowo, Szczytno, Ostróda, Giżycko, Bartoszyce, Lidzbark Warmiński). Wprowadził w tych placówkach podział na poradnie dziecka chorego i dziecka zdrowego. Wspólnie z dr Henryką Doerfferową organizował regularne szkolenia dla lekarzy-pediatrów w województwie olsztyńskim.
Edward Mróz wchodził w skład Komisji Weryfikacyjnej w Wojewódzkim Wydziale Zdrowia w Olsztynie. Działał w środowiskach medycznych, przewodniczył olsztyńskim oddziałom Polskiego Towarzystwa Pediatrycznego i Polskiego Towarzystwa Lekarskiego. Na łamach czasopism naukowych ogłaszał liczne prace z pediatrii. Do późnej starości współpracował z Wojewódzkim Specjalistycznym Szpitalem Dziecięcym w Olsztynie.
Zmarłego w wieku 90 lat lekarza uhonorowano m.in. nadaniem jego imienia jednej z ulic olsztyńskiego osiedla Jaroty.